# Phasia caudata
Phasia caudata là một loài ruồi trong họ Tachinidae.